# 倉田澄子 (栄養学者)
倉田 澄子（くらた すみこ、1943年 - ）は、日本の栄養学者。東京家政学院大学教授。日本栄養食糧学会評議員、日本健康教育学会評議員 、日本健康教育学会評議員などを歴任

## 経歴
- 1968年 　 お茶の水女子大学大学院家政学研究科食物学専攻修士課程終了
- 1968年 　 東京医科歯科大学医学部文部教官助手
- 1971年 　 癌研究会癌研究所助手
- 1991年 　 武蔵丘短期大学助教授
- 2004年 　 東京家政学院大学教授
- 2010年 　 厚生労働大臣賞受賞

## 親族
板垣退助らとともに自由民権運動を行い、高知県から選出された国会議員・武市安哉の曾孫。土佐勤王党を結成した武市半平太と血縁関係にある。父方の従兄弟に、神学者・芳賀力（東京神学大学教授）がいる。夫は、農芸化学者・倉田忠男（お茶の水女子大学教授）。

## 学位
家政学修士

## 国家資格
管理栄養士、家庭科・保健・理科教諭一種免許

## 専門分野
- 栄養教育・指導、栄養学に関する分野

## 主な研究課題
- 栄養成分表示と食育
- 栄養教育教材研究
- 地域在住高齢者における栄養教育
- 学校栄養教育の実状とその解析
- 発達・発育と食噂好形成

## 著作
- 米と麺料理 （婦人之友社、1987）
- 粉と卵料理 （婦人之友社、1988）
- 現代栄養科学シリーズ7「栄養指導論」共著 （朝倉書店、1995）
- 「栄養」共著 （実教出版、1996）
- 栄養教育論 （光生館、2003）

## 主な論文
- 愛玉子ゲルの物性について. 日本食品工業学会誌（1991）
- 間食についての一考察. 武蔵丘短期大学紀要（1993）
- ウエイトコントロールにおける水泳の効果. 武蔵丘短期大学紀要（1994）
- 食物摂取と健康指標における日本人と日系アメリカ人との比較研究. 民族衛生（2004）

## 所属学会
日本調理科学会、日本栄養食糧学会、日本農芸化学会、日本食品工業学会、日本栄養士会、日本健康教育学会、日本産業ストレス学会、日本産業衛生学会、日本民族衛生学会、日本健康教育学会、日本栄養改善学会

## 参考資料
- 東京家政学院大学ホームページ
- 科学技術振興機構 研究開発支援総合ディレクトリ(ReaD)